# Cyclea robusta
Cyclea robusta är en tvåhjärtbladig växtart som beskrevs av Odoardo Beccari. Cyclea robusta ingår i släktet Cyclea och familjen Menispermaceae. Inga underarter finns listade i Catalogue of Life.